# Mangrulpir
Mangrulpir, est une ville et un conseil municipal du district de Washim dans l'État indien du Maharashtra. Lors du recensement de l'Inde de 2011, sa population s'élève à 30 983 habitants.